# Belawadi, Chikmagalur
Belawadi là một làng thuộc tehsil Chikmagalur, huyện Chikmagalur, bang Karnataka, Ấn Độ.